# Gare de Mussidan
La gare de Mussidan est une gare ferroviaire française de la ligne de Coutras à Tulle, située sur le territoire de la commune de Mussidan, à proximité du centre-ville, dans le département de la Dordogne en région Nouvelle-Aquitaine.
Elle est mise en service en 1857 par la Compagnie du chemin de fer de Paris à Orléans (PO). C'est une gare de la Société nationale des chemins de fer français (SNCF), desservie par des trains TER Nouvelle-Aquitaine.

## Situation ferroviaire
Établie à 57 m d'altitude, la gare de Mussidan est située au point kilométrique (PK) 39,719 de la ligne de Coutras à Tulle, entre les gares ouvertes de Montpon-Ménestérol et de Neuvic. C'était un nœud ferroviaire, la gare est située au PK 545,084 de la ligne de Magnac - Touvre à Marmande (fermée et partiellement déclassée).

## Histoire
Les travaux du chemin de fer de Coutras à Périgueux et de la station de Mussidan, l'une des huit stations intermédiaires, sont effectués par la Compagnie du chemin de fer Grand-Central de France de 1855 à 1856. Après la faillite de la compagnie du Grand-Central, la fin des travaux et la mise en service, le 20 juillet 1857, de la ligne et de la station de Mussidan sont effectués par la Compagnie du chemin de fer de Paris à Orléans.
La recette annuelle de la gare de Mussidan est de 187 295 francs en 1881 et de 162 620 francs en 1882.

## Fréquentation
La fréquentation de la gare est détaillée dans le tableau ci-dessous :
|                           | 2015    | 2016    | 2017    | 2018    | 2019    | 2020    | 2021    | 2022    | 2023    |
| ------------------------- | ------- | ------- | ------- | ------- | ------- | ------- | ------- | ------- | ------- |
| Voyageurs                 | 153 845 | 151 118 | 166 861 | 157 079 | 193 647 | 113 146 | 138 210 | 175 616 | 192 487 |
| Voyageurs + non voyageurs | 192 306 | 188 897 | 208 577 | 196 349 | 242 059 | 141 433 | 172 763 | 219 521 | 240 609 |

## Service des voyageurs

### Accueil
Gare SNCF, elle dispose d'un bâtiment voyageurs, avec guichet, ouvert tous les jours. Elle est équipée d'automates pour l'achat de titres de transport.

### Desserte
Mussidan est desservie par des trains TER Nouvelle-Aquitaine, qui effectuent des missions entre les gares de Bordeaux-Saint-Jean et Périgueux/Limoges-Bénédictins/Brive-la-Gaillarde/Tulle.
À partir du 2 juillet 2022, la gare devient terminus de la navette ferroviaire de Périgueux.

### Intermodalité
Un parc pour les vélos et un parking pour les véhicules y sont aménagés.

## Galerie de photographies

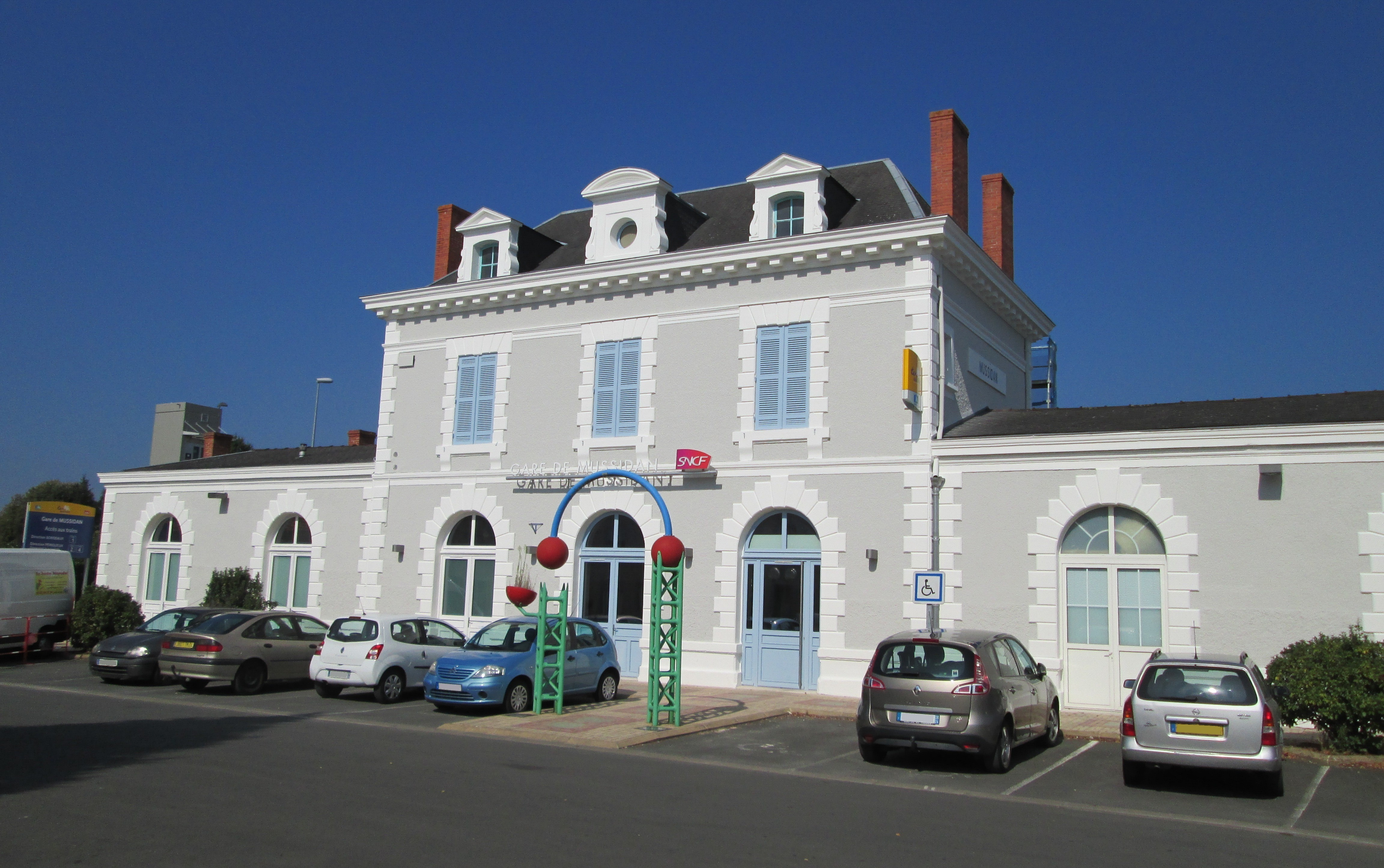
La façade sur rue, en 2014.
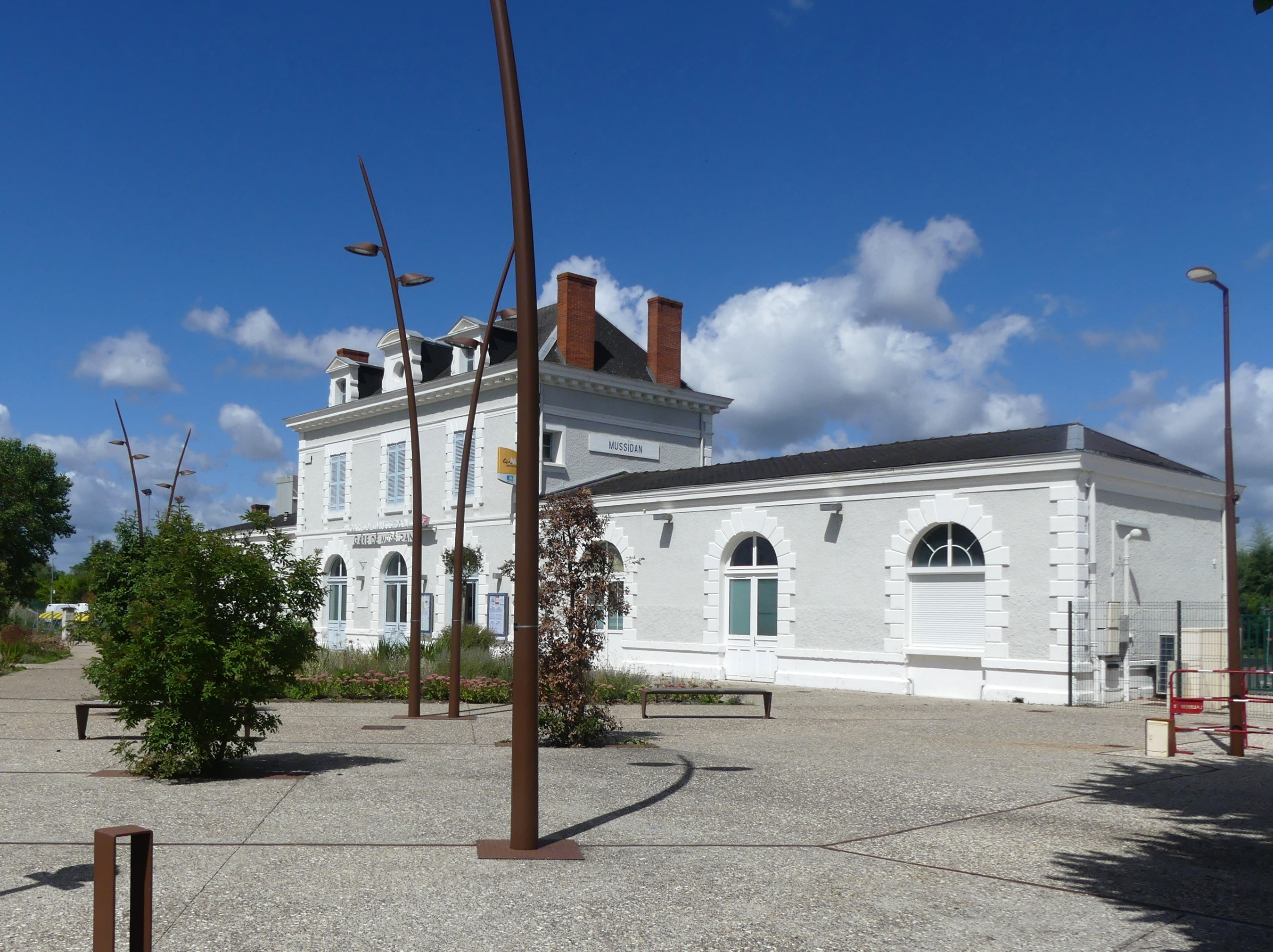
Façade et parvis rénovés, en 2024.
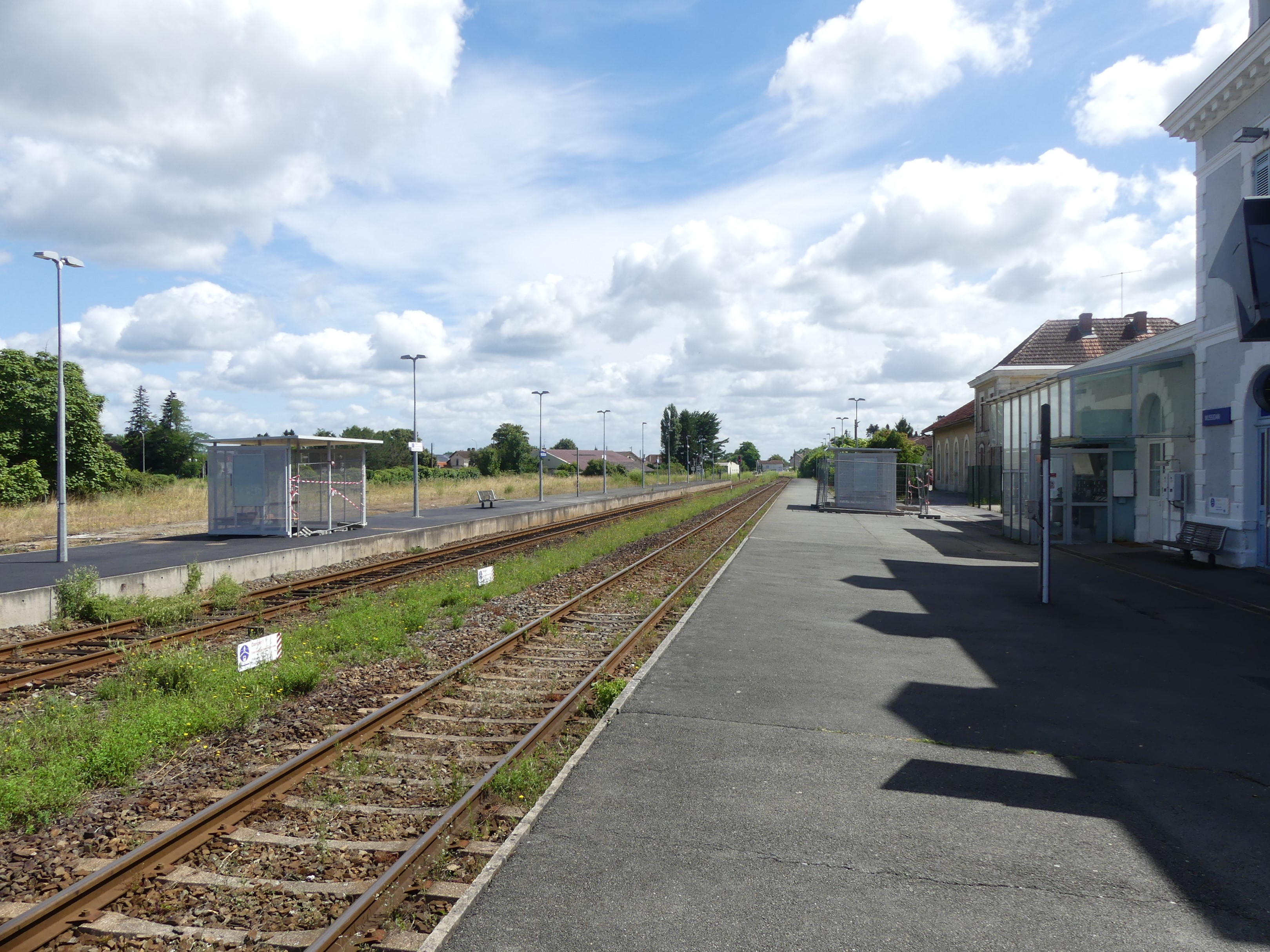
Les voies en direction de Bordeaux.
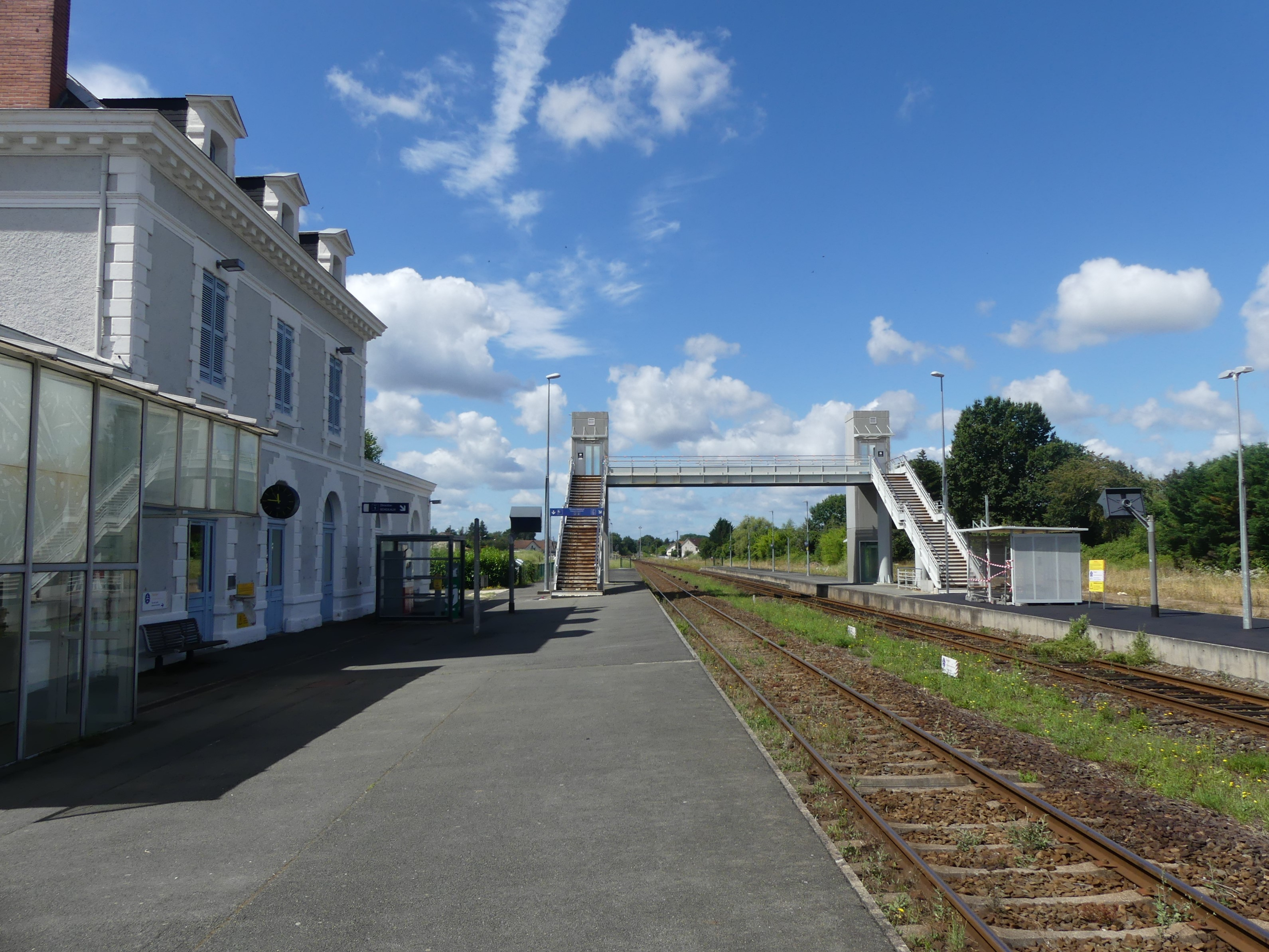
Les voies en direction de Périgueux.
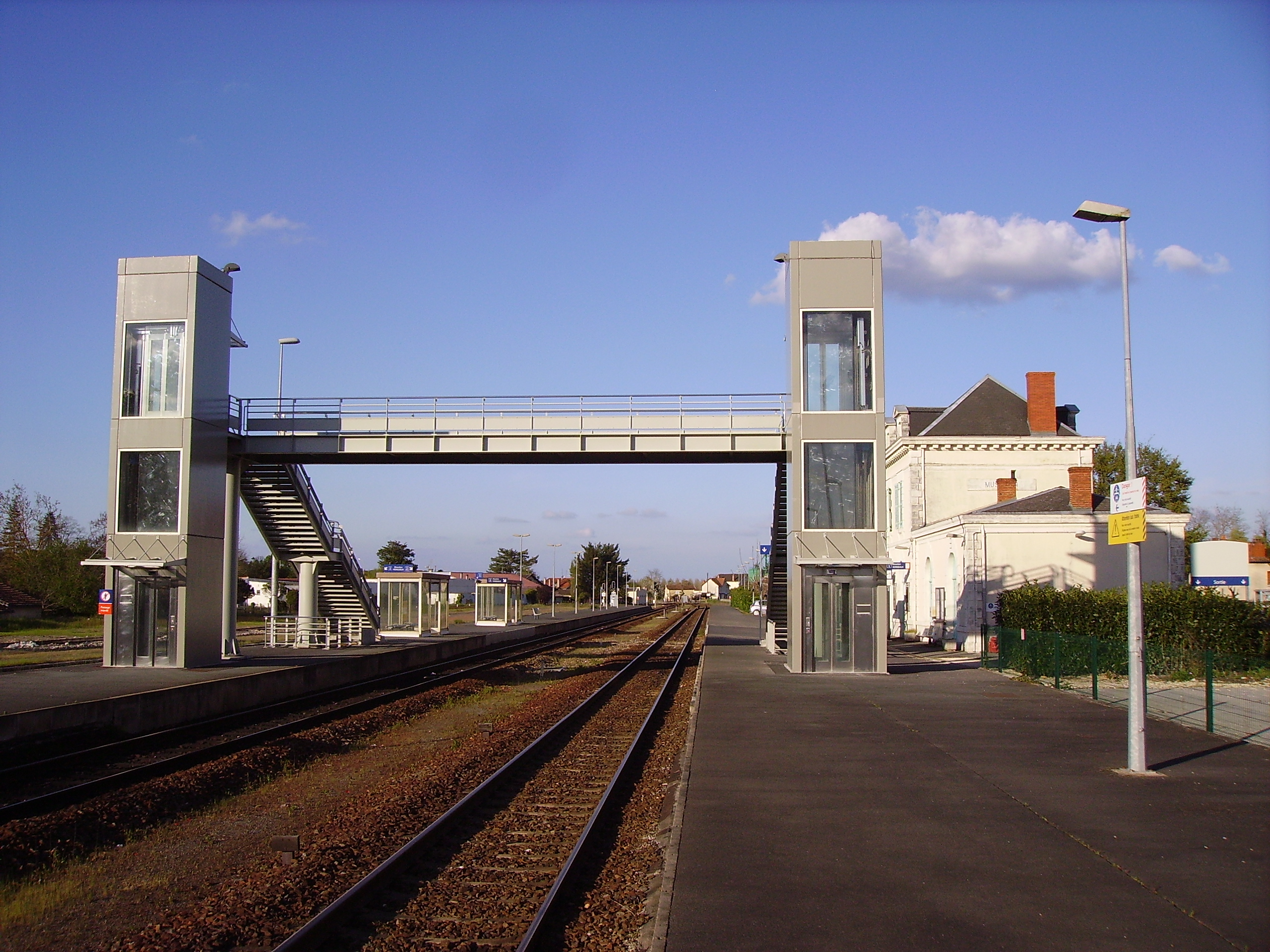
La passerelle.
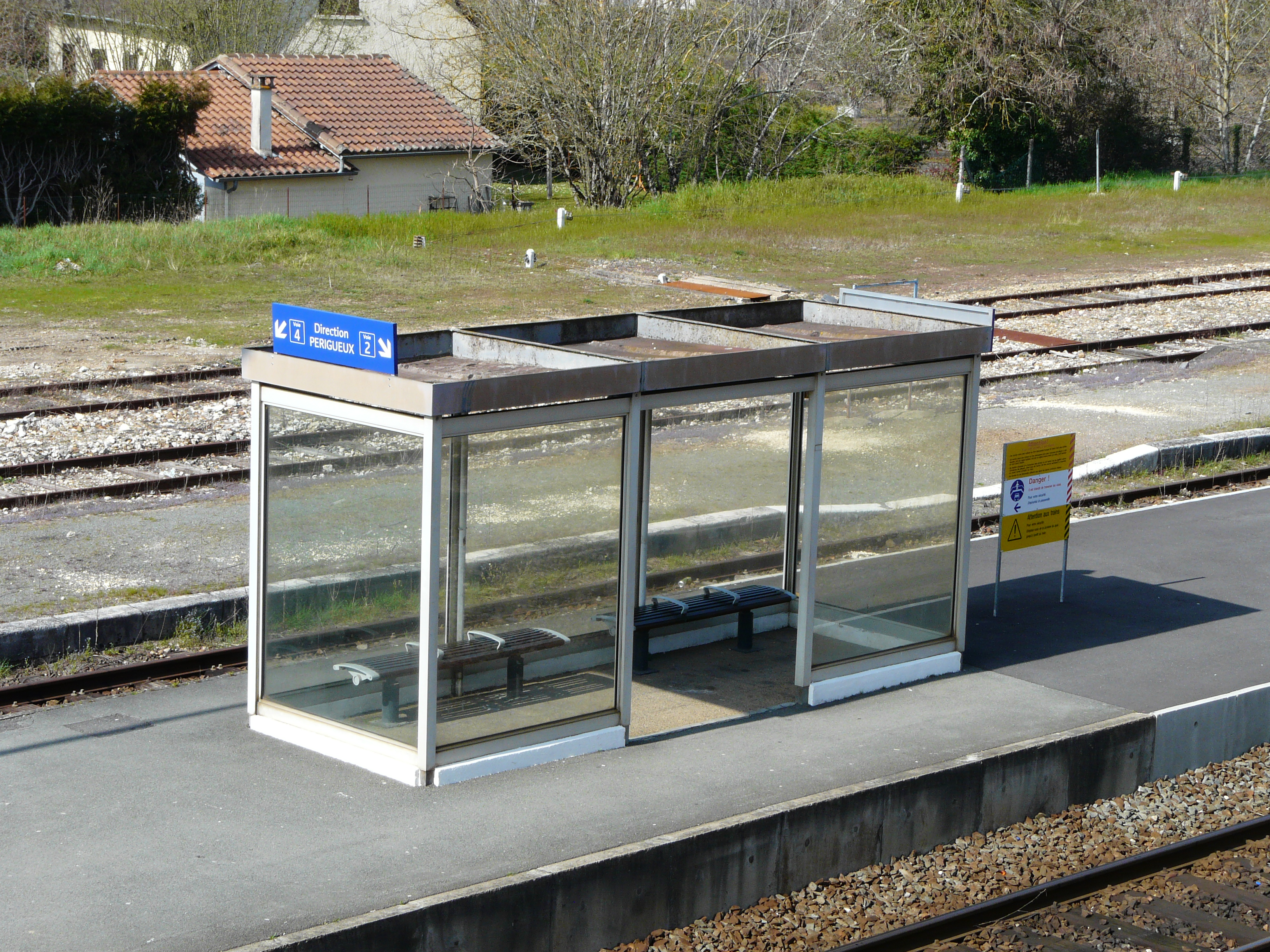
Abri voyageurs.
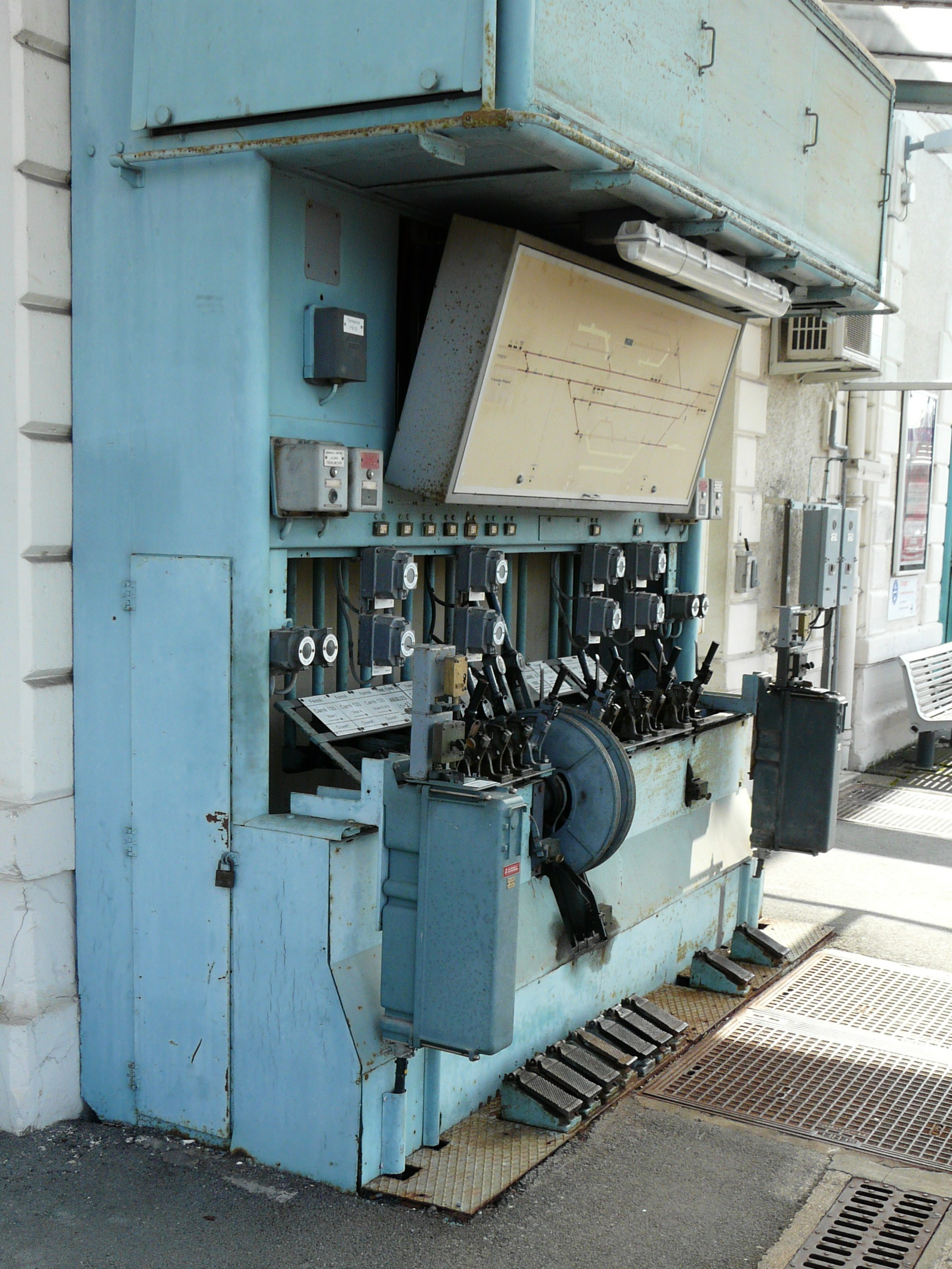
Poste d'aiguillage manuel.